# 奥拉西奥·洛佩斯
奥拉西奥·洛佩斯（西班牙語：Horacio López，1961年1月22日—），乌拉圭男子篮球运动员。他曾代表乌拉圭获得1984年夏季奥运会男子篮球比赛第六名。他也参加了1986年世界篮球锦标赛。